# Stephan Nolte

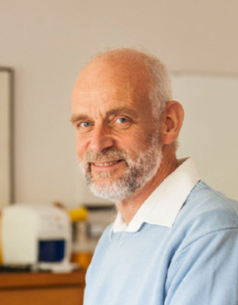
Stephan Heinrich Nolte (ca. 2020)

Stephan Heinrich Nolte (* 19. Oktober 1955 in Münster) ist ein deutscher Kinderarzt, Psychotherapeut, Kulturwissenschaftler, Fachjournalist und Autor.

## Leben

### Kindheit und Ausbildung
Nolte wuchs in Warburg als zweites Kind des HNO-Arztes Elmar Nolte und dessen Frau Hildegard, einer Tochter des Architekten Heinrich Bartmann, auf. Nach Besuch der Gymnasien in Warburg und St. Blasien studierte er Medizin und empirische Kulturwissenschaften an der Georg-August-Universität Göttingen, der Albert-Ludwigs-Universität Freiburg und der Universität Paris Descartes. Noch während des Studiums heiratete er und bekam fünf Kinder.
Im Jahr 1980 wurde er promoviert, arbeitete zunächst in der Herz-Kreislaufforschung am physiologischen Institut bei Albrecht Fleckenstein und anschließend bis 1990 an der Kinderklinik des Universitätsklinikum Freiburg, geprägt durch Wilhelm Künzer. Er forschte zur Nierenfunktionsdiagnostik und zu neuen Beatmungsstrategien. 1990 wurde er leitender Oberarzt an der Kinderklinik der Universität Marburg mit den Schwerpunkten Allgemeinpädiatrie, Sozialpädiatrie und Psychosomatik, Nephrologie und Neonatologie.

### Praxis in Marburg
1992 gründete er eine eigene Praxis als Kinder- und Jugendarzt in Marburg und schloss eine psychotherapeutische Ausbildung ab. Seit 1994 nahm er nach dem Bürgerkrieg in Ruanda wiederholt an ärztlichen Hilfseinsätzen teil und bildete sich tropenmedizinisch fort. Er ist Lehrbeauftragter an der Philipps-Universität Marburg und war umfangreich publizistisch sowie berufspolitisch u. a. als Landespressesprecher des Berufsverbandes der Kinder- und Jugendärzte Hessens (BVKJ), tätig.  Ende Juni 2022 beendete er seine Praxistätigkeit und widmete sich über das Medizinische hinaus dem Schreiben und der Lehre.

### Idiopathische Medizin
1993 führte er den Begriff der idiopathischen Medizin ein. Er definierte ihn als eine Medizin, die die Erkenntnis und die Akzeptanz der Schicksalhaftigkeit von Gesundheit und Krankheit in ihren somatischen und psychosozialen Bedingtheiten und Zusammenhängen akzeptiert und eine empathisch begleitende und beratende ärztliche Grundhaltung gegen eine von therapeutischem Aktionismus geprägte handlungsorientierte Medizin abgrenzt. Dahinter steht eine Grundhaltung, die davon ausgeht, dass das, was uns gesund erhält (Salutogenese), in der Regel ebenso wenig bekannt ist wie das, was krank macht (Pathogenese). Das gilt auf der körperlichen ebenso wie auf der psychischen Ebene. Ehe nun durch blindes therapeutisches Handeln in einem komplexen System mehr Schaden als Nutzen angerichtet wird, sollten Ärzte angesichts dieses Unverständnisses den Patienten empathisch begleiten und stärken sowie mechanische, psychische und soziale Heilungshindernisse erkennen und beseitigen.

## Veröffentlichungen (Auswahl)
- mit Annette Nolden: Das große Buch für Babys erstes Jahr. Das Standardwerk für die ersten 12 Monate. Gräfe und Unzer, München 2013, ISBN 978-3-8338-2533-0.
- Maßvoll impfen. Risiken abwägen und individuell entscheiden. Kösel-Verlag, München 2016, ISBN 978-3-466-31066-1.
- Von der freiwilligen Prävention zur verpflichtenden Vorsorge: ein Paradigmenwechsel in der Kinderheilkunde. In: Sylvelyn Hähner-Rombach (Hrsg.): Geschichte der Prävention: Akteure, Praktiken, Instrumente. Franz Steiner Verlag, Stuttgart 2015, ISBN 978-3-515-10998-7.
- Flüchtlingskrise – auch eine Krise der Pädiatrie. In: Kinder und Jugendarzt. 46. Jg. Nr. 4, Köln / Lübeck 2015.
- Alles halb so schlimm: Die häufigsten Fragen an den Kinderarzt und überraschend einfache Antworten. Kösel-Verlag, München 2017, ISBN 978-3-466-31091-3.
- mit Werner Hansen, Paul Eling & Stanley Finger (2020): An early description of Crouzon syndrome in a manuscript written in 1828 by Franz Joseph Gall, Journal of the History of the Neurosciences 2020, DOI:10.1080/0964704X.2020.1723377
- From trench mouth to noma: Experiences from Nazi extermination camps. In: Clinics in Dermatology 39 (2021) S. 990–995.
- Schicksal und Wirken des jüdischen Zahnarztes Dr. Victor Penzer: Überzeugungstäter für eine bessere Welt. Zahnärztliche Mitteilungen 112 (2022) S. 54–57
- mit Vera Trnka: In den Grauzonen der Geschichte: Der Prager Kinderarzt Berthold Epstein (1890–1962). Hentrich & Hentrich, Leipzig 2021, ISBN 978-3-95565-484-9. Englische Ausgabe: In the Gray Zones of History: The Prague Pediatrician Berhold Epstein Hentrich & Hentrich, Leipzig 2022, ISBN 978-3-95565-555-6.
- Heilen oder Behandeln? Reflexionen zu ärztlichem Wirken heute Mabuse-Verlag, Frankfurt 2022, ISBN 978-3-86321-620-7.
- Moritz Coschell – Ein vergessener Maler Hentrich & Hentrich, Leipzig 2023, ISBN 978-3-95565-596-9
- Figaro illustré: Berlin 1907 Hommage à Moritz Coschell et Charles Bonnefon. WBG Academic, Darmstadt 2023, ISBN 978-3-53440-780-4

## Auszeichnungen
- 2011: Samuel-Hahnemann-Medaille des DZVhÄ
- 2021: Herbert-Lewin-Preis (gemeinsam mit Vera Trnka)[8][9]